# Bella addormentata
Bella addormentata è un film del 2012 diretto da Marco Bellocchio. Il film è stato presentato in concorso alla 69ª Mostra internazionale d'arte cinematografica di Venezia e successivamente al Toronto International Film Festival.

## Trama
Il film si svolge durante gli ultimi sei giorni di vita di Eluana Englaro e racconta le storie di alcuni personaggi direttamente o indirettamente coinvolti nella vicenda e nel tema dell'eutanasia e dell'accanimento terapeutico.
Mentre la vicenda Englaro rimane sullo sfondo della narrazione, costantemente richiamata da spezzoni di notiziari televisivi e immagini di contestazioni di piazza, si intrecciano le quattro storie al centro del film. Le storie di Rossa, una eroinomane che ha scelto di morire, e di Pallido, il medico che vuole salvarla.
La storia di una famiglia di attori sconvolta dal coma della figlia, in cui la madre, nota come Divina Madre, una ex attrice di grande talento, si è ritirata per assistere la figlia in coma e per seguire una vita di preghiera e devozione, nella speranza del risveglio della figlia, ma sacrificando a questo, oltre a se stessa, anche il marito e il figlio.
La storia di Uliano Beffardi, un senatore del Popolo della libertà che, proprio durante gli ultimi giorni di vita di Eluana, vorrebbe agire secondo coscienza e non secondo la disciplina di partito, votando contro la legge proposta dal Governo Berlusconi e dalla maggioranza di cui egli stesso fa parte che impone che l'alimentazione e l'idratazione non possano in alcun caso essere sospese da chi assiste soggetti non in grado di provvedere a se stessi. Uliano Beffardi subisce fortissime pressioni dai suoi colleghi di partito, per votare conformemente alla maggioranza, in un momento di grande difficoltà politica del Governo. Nello stesso tempo, vive un rapporto in crisi con la figlia Maria, incrinatosi dopo la morte della madre ad esito di una grave malattia, divenuta una attivista del Movimento per la vita.
La storia di Roberto, che accompagna il proprio fratello minore, uno psicotico bipolare con reazioni violente, a manifestare a Udine a favore dell'interruzione del trattamento di idratazione ed alimentazione forzata a Eluana Englaro e che vive una storia d'amore con Maria Beffardi, figlia del senatore Uliano, conosciuta mentre si trova anche lei a Udine a manifestare sul versante opposto assieme alle associazioni cattoliche che protestano contro l'interruzione del trattamento.

## Produzione
Annunciato nel 2011, Bella Addormentata fu riconosciuto come film di interesse culturale dal MiBAC. Prima ancora che la casa di produzione Cattleya facesse richiesta ufficiale di finanziamenti regionali, trenta consiglieri del Friuli-Venezia Giulia (dove si sarebbero effettuate le riprese) presentarono un ordine del giorno in cui invitavano la Film Commission a non concedere alcun supporto economico al film. Il presidente della commissione cultura del consiglio, Piero Camber, dichiarò: «Non vogliamo passare per una regione dove vige la cultura della morte»..
Riccardo Tozzi, produttore del film, manifestò su Repubblica il suo disappunto: «Negare il finanziamento al film di Bellocchio significherebbe andare contro la legge e forse anche contro la Costituzione. Quella della Giunta è stata una presa di posizione preventiva su un film di cui nessuno dei partecipanti sa nulla»..
Nonostante le proteste e le polemiche, la Friuli Venezia Film Commission appoggiò il film con il massimo dei finanziamenti previsti (150.000 euro). e la produzione si spostò in regione per iniziare la fase di preparazione. Per frenare le polemiche, lo stesso Marco Bellocchio spiegò le sue intenzioni di non girare un film su Eluana Englaro: «Ho deciso di raccontare [la vicenda del caso Englaro] nella forma in cui tutti noi l'abbiamo vissuta, ovvero quella mediatica. I mezzi di comunicazione si impadronirono della storia di questa povera ragazza e della sua famiglia»..

### Riprese
Alba Rohrwacher, Toni Servillo, Michele Riondino e Piergiorgio Bellocchio vennero annunciati come membri del cast principale e le riprese del film iniziarono a Cividale del Friuli il 30 gennaio 2012. Il set blindato venne allestito in una villa storica nel centro cittadino dove venne girato il primo dei quattro episodi narrati nel film, quello della "Divina Madre".
Il 3 febbraio vennero annunciati anche i nomi di Isabelle Huppert, Gianmarco Tognazzi e Brenno Placido (che si trovavano già in Friuli per la lavorazione), assieme a quelli di Maya Sansa e Fabrizio Falco.
Il 13 febbraio la troupe si spostò a Udine dove vennero effettuate, nell'arco di una settimana, le riprese davanti alla Residenza Sanitaria Assistenziale "La Quiete", dove Eluana Englaro morì esattamente tre anni prima. Altre location udinesi utilizzate nelle settimane successive furono la Stazione ferroviaria, l'Hotel Cristallo (nei cui interni fu ricreata la stanza d'albergo del personaggio di Michele Riondino), la Questura e il Palazzo Morpurgo, che funse da Senato per le sequenze con Toni Servillo.
A inizi marzo, in un'abitazione privata nel borgo di Clauiano di Trivignano Udinese vennero girate le scene ambientate nella casa di Toni Servillo e Alba Rohrwacher mentre il 13 e il 14 marzo l'Autogrill di Gonars venne utilizzato per l'incontro iniziale tra i personaggi di Michele Riondino e della Rohrwacher..
Nella chiesa di San Giovanni, all'interno del monastero di Santa Maria in Valle a Cividale del Friuli, venne girata la sequenza di apertura, con il personaggio di Maya Sansa..
Nelle sette settimane di riprese in Friuli, furono diversi gli attori locali coinvolti: tuttavia, con l'esclusione di Diana Hobel, Paola Bonesi (le suore infermiere della Divina Madre), Sara Alzetta (madre di Roberto), la modella Carlotta Cimador (Rosa) ed Enrico Cavallero (receptionist dell'hotel), il resto del cast friulano non venne accreditato.
Tra gli altri interpreti del film ci furono l'ex Miss Cinema Friuli Venezia Giulia Ruth Morandini (segretaria del Persuasore), Giorgio Basile (deputato depresso), Francesco Roder (amico di Maria) e Maurizio Fanin (prete). Dal casting romano arrivarono in Friuli, tra i vari attori secondari, le giovani Francesca Golia e Cristina Odasso, nel ruolo delle amiche di Maria.
L'attore francese Fabrice Scott, compagno di Maya Sansa, interpretò il ruolo di un prete nell'episodio della "Divina Madre" mentre il regista Saverio Costanzo fece un cameo come fotografo di partito nell'episodio di Toni Servillo. L'attrice teatrale Federica Fracassi, opportunamente truccata, interpretò il ruolo della madre di Maria (interpretata da Alba Rohrwacher, di soli otto anni più giovane).
Il 19 marzo la troupe si spostò a Roma, dove le riprese continuarono per altre tre settimane coinvolgendo principalmente gli attori Maya Sansa e Piergiorgio Bellocchio (che nelle prime settimane in Friuli era stato operatore della seconda macchina da presa).

### Post Produzione
Il montaggio del film venne curato da Francesca Calvelli, storica collaboratrice di Bellocchio, che grazie al suo lavoro nel film ottenne una candidatura ai Ciak d'oro.
Le musiche vennero composte da Carlo Crivelli, che venne premiato al Bari International Film Festival con il Premio Ennio Morricone per la miglior colonna sonora. Le musiche furono registrate presso lo Studio Controfase di Pietro Pompei a Roma con l'Orchestra Città Aperta diretta da Massimo Bartoletti. L'album della colonna sonora non venne mai pubblicato ne distribuito.
Gli effetti speciali visivi vennero curati dalla compagnia romana Visualogie.

## Promozione
A luglio, la Mostra internazionale d'arte cinematografica di Venezia annunciò la selezione del film nel Concorso Ufficiale, programmando la prima del film il 5 settembre. In concomitanza con l'annuncio della presenza a Venezia, vennero diffuse online le prime foto ed uno spot TV. Il primo trailer del film venne invece distribuito il 24 agosto 2012.
Alla prima veneziana del film furono presenti Marco Bellocchio e tutti i membri del cast principale, inclusi gli attori Fabrice Scott e Roberto Herlitzka.

## Accoglienza
In seguito alla decisione della Friuli Venezia Giulia Film Commission di appoggiare il film, nel luglio 2012 il Consiglio Regionale decise di sopprimerla e di spostare la gestione del Film Fund (il fondo finanziatore di diverse produzioni cinematografiche) all'Ente Turismo FVG, ovvero direttamente a capo alla Regione.
L'azione della Regione suscitò grande indignazione tra gli addetti ai lavori. L'Anica si unì alla sdegno, scrivendo: «La sostanziale soppressione della Film Commission regionale, una struttura corretta ed efficiente, è una decisione presa solo per ritorsione: la Film commission paga la 'colpa' di aver applicato la legge e riconosciuto il finanziamento al film 'Bella addormentata' di Marco Bellocchio, che ne aveva pienamente diritto. Un atto inammissibile di pura propaganda partitica, che niente ha a che fare col mondo dei valori e degli ideali»
Alla serata di gala a Venezia, il film venne accolto da sedici minuti di applausi.
Nonostante le polemiche, la critica fu generalmente molto favorevole: «Storie sui confini estremi della coscienza, cui fa da contraltare il cinismo della politica. Nell'osservare la casta, Bellocchio fa prevalere la pena sul disgusto. Buon segno quando il valore di un film si dimostra più forte delle polemiche da esso stesso suscitate», scrisse Nanni Delbecchi su il Fatto Quotidiano. Paolo Mereghetti, sul Corriere della Sera, aggiunse: «Su un argomento incandescente e passionale come il caso Englaro, Bellocchio ha fatto invece un film che si sforza di ragionare. Un'operazione che lascia molto spazio alla forza creativa del regista, alla sua voglia di sorprendere chi guarda ma anche al suo piacere di graffiare, d ancora una volta la capacità di leggere l'Italia e la sua cronaca con una libertà che non tradisce la verità ma anche con una linearità che non annulla la complessità»; per Fabio Ferzetti, (Il Mattino), «qualche personaggio resta flebile malgrado la bravura degli attori; qualche situazione è un poco teorica, come se il film non ritrovasse in pieno la forza visionaria dell'Ora di religione. Bella addormentata convince di nuovo quando Bellocchio appunta lo sguardo sul senatore e il suo ambiente: una foto di gruppo dei politici italiani, come quelle beffardamente scattate da Saverio Costanzo nel film stesso, che traccia con mano irridente i confini dell'agire politico nel nostro paese.»

Entusiastica fu anche la recensione di Cristina Piccino ne il manifesto, che salutò Bella Addormentata come «un buon film, anzi un film magnifico», sottolineando come «lo sguardo in Bellocchio [sia] forte, e teso, mai dogmatico: non è lì per dirci cosa dobbiamo credere o cosa dobbiamo fare, i suoi film sono «politici» nella cifra del paradosso, dell'interrogazione, di una certezza che è progetto artistico e non banale ideologia». Meno felice la critica di Mariarosa Mancuso su Il Foglio: «Capita a tutti di sbagliare una sceneggiatura, inzeppandola di scene madri che vorrebbero essere problematiche, e invece al più offrono frasi da mettere tra virgolette nei titoli dei giornali». Aggiunse, tuttavia, di ammirare la sequenza del bagno turco con Roberto Herlitzka: «Una sola scena, e un solo personaggio, hanno le qualità che il cinema dovrebbe avere».
Per Francesco Borgonovo di Libero il film era «brutto e soporifero» mentre per Giorgio Carbone, della stessa testata, era «un bel film girato da un regista molto più bravo a 70 anni di quanto lo era a 40». Apprezzò l'episodio della 'Divina Madre' («svolto benissimo») ma criticò la storia romantica tra Alba Rohrwacher e Michele Riondino: «Cosa c'entra il piccolo grande amore di Alba Rohrwacher per un ragazzo che sta sacrificando la giovinezza per assistere il fratello psicolabile?»
Il film a Venezia venne battuto dal coreano Pietà di Kim Ki-duk, ma vinse il premio Premio Marcello Mastroianni per l'interpretazione del giovane debuttante Fabrizio Falco. Vennero anche consegnati due premi collateriali, a Michele Riondino (Premio Cinema Talent) e allo stesso Bellocchio (Premio Brian dell'Unione degli Atei e degli Agnostici Razionalisti).

### Incassi
Uscito il giorno dopo la première veneziana e distribuito dalla 01 Distribution in 238 copie, il film incassò 328.660 euro nel weekend di apertura, classificandosi sesto nella top-ten del box office..
Il film totalizzò un incasso complessivo di 1.170.956 euro.

## Riconoscimenti
- 2013 - David di Donatello
  - Migliore attrice non protagonista a Maya Sansa
  - Nomination Migliore sonoro a Gaetano Carito e Pierpaolo Merafino
- 2013 - Nastro d'argento
  - Nastro d'argento speciale a Toni Servillo
  - Nomination Regista del miglior film a Marco Bellocchio
  - Nomination Migliore sceneggiatura a Marco Bellocchio, Veronica Raimo e Stefano Rulli
  - Nomination Migliore attore non protagonista a Michele Riondino
  - Nomination Migliore attore non protagonista a Fabrizio Falco
  - Nomination Migliore scenografia a Marco Dentici
  - Nomination Migliore sonoro in presa diretta a Gaetano Carito e Pierpaolo Merafino
- 2013 - Ciak d'oro[14]
  - Nomination Migliore attore non protagonista a Roberto Herlitzka
  - Nomination Migliore fotografia a Daniele Ciprì
  - Nomination Migliore sonoro in presa diretta a Pierpaolo Merafino e Gaetano Carito
  - Nomination Migliore montaggio a Francesca Calvelli
- 2013 - Bif&st
  - Premio Mario Monicelli per il regista del miglior film a Marco Bellocchio
  - Premio Ennio Morricone per il miglior compositore delle musiche a Carlo Crivelli
  - Premio Roberto Perpignani per il miglior montatore a Francesca Calvelli
- 2012 - Mostra internazionale d'arte cinematografica
  - Premio Marcello Mastroianni a Fabrizio Falco
  - Premio Brian a Marco Bellocchio
  - Premium Cinema Talent a Michele Riondino
  - Nomination Leone d'oro a Marco Bellocchio